# Begraafplaats van Étreux
De Begraafplaats van Étreux is een gemeentelijke begraafplaats, gelegen in de Franse gemeente Étreux (departement Aisne). Ze ligt aan de Rue du Cimetière op 300 m ten noordoosten van het centrum (Eglise de la-Nativité-de-la-Sainte-Vierge). Het terrein heeft een min of meer rechthoekig grondplan en wordt aan de straat door een bakstenen muur afgesloten en aan de overige zijden door een haag. De toegang bestaat uit een tweedelig metalen traliehek tussen bakstenen zuilen. Aan de oostelijke zijde werd een uitbreiding toegevoegd dat wordt begrensd door een draadafsluiting en een eigen toegangshek.
Er ligt 1 Franse gesneuvelde soldaat begraven (Chaigne Auguste Pierre -  4 november 1918).

## Britse oorlogsgraven
Op de begraafplaats liggen drie perken met in totaal 10 Britse gesneuvelde militairen uit de Eerste Wereldoorlog waaronder 1 niet geïdentificeerde. De graven worden onderhouden door de Commonwealth War Graves Commission en zijn daar geregistreerd onder Etreux Communal Cemetery.
Op het grondgebied van de gemeente ligt ook de Britse militaire begraafplaats Etreux British Cemetery.

### Geschiedenis
Op 27 augustus 1914 werd in de omgeving van Étreux een hevig achterhoedegevecht geleverd waarbij de Royal Munster Fusiliers, na lang verzet werden overweldigd door de Duitse bataljons.
Tijdens de terugtocht vanuit Bergen konden de Royal Munster Fusiliers, niettegenstaande de overmacht van de vijandelijke troepen op 27 augustus 1914 de opmars van het Duitse leger in het gebied van Oisny en Étreux veertien uur ophouden. Hierdoor vertraagde de Duitse achtervolging van het British I Corps, waardoor de British Expeditionary Force kon ontsnappen.

### Alias
- soldaat Cecil Mansfield diende onder het alias William Holland bij de Royal Munster Fusiliers.